# Radočaj Brodski
Radočaj Brodski es una localidad de Croacia ubicada en el condado de Primorje-Gorski Kotar. Según el censo de 2021, tiene una población de 5 habitantes.
Administrativamente pertenece a la ciudad de Delnice,

## Geografía
Está situada a una altitud de 450 m s. n. m., a unos 120 km de la capital nacional, Zagreb.

## Demografía
| Gráfica de población de Radočaj Brodski 1857-2021                   |
|                                                                     |
| Según los censos de población de la oficina estadística de Croacia. |